# Bärlappe
Bärlappe (Lycopodium), auch Schlangenmoos, Drudenfuß, Wolfsfuß genannt, sind eine Pflanzengattung in der Familie Bärlappgewächse (Lycopodiaceae) innerhalb der Ordnung der Bärlappartigen (Lycopodiales).

## Beschreibung

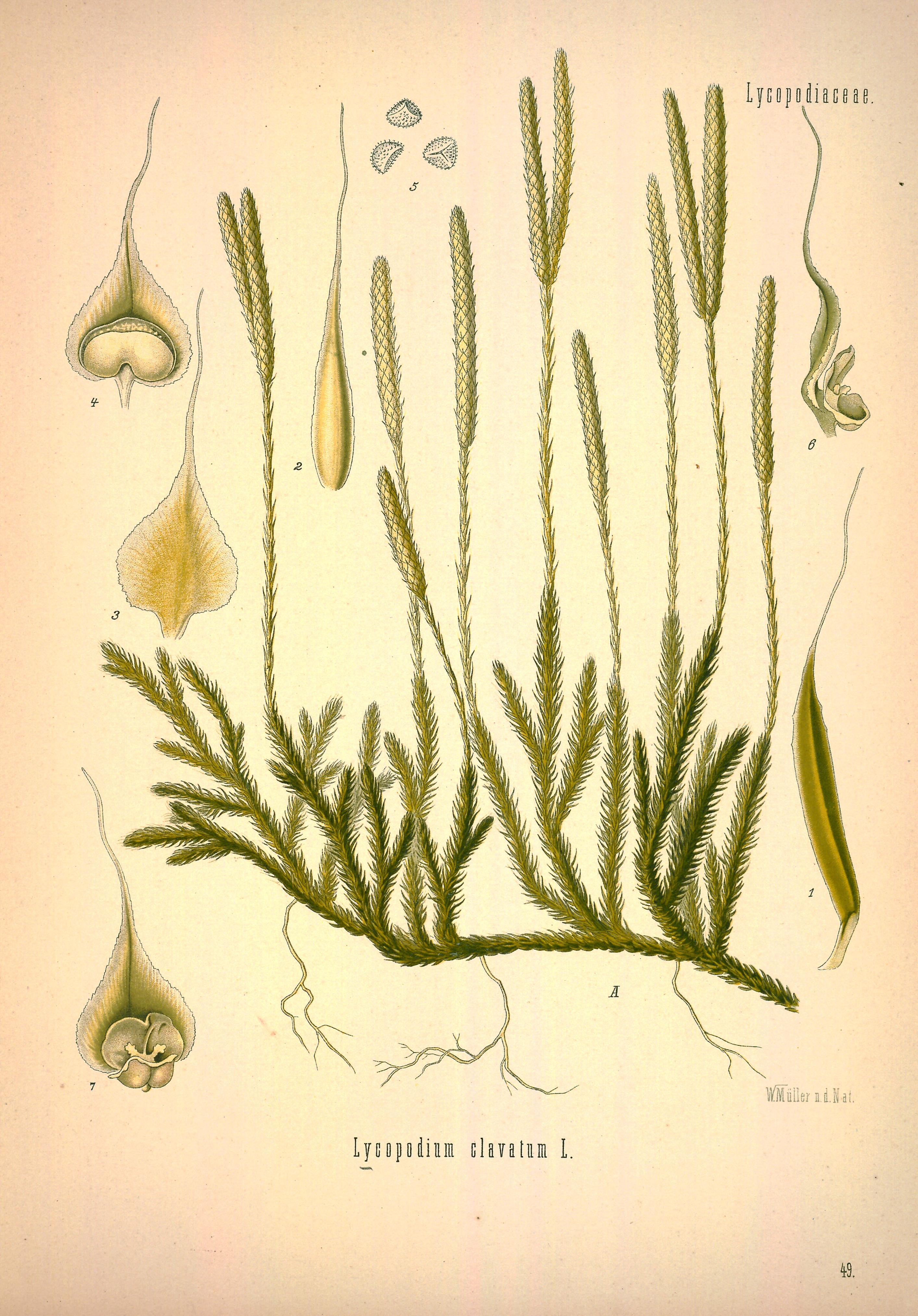
Illustration aus Köhler's Medizinalpflanzen in naturgetreuen Abbildungen mit kurz erläuterndem Texte, Tafel 49 des Keulen-Bärlapp (Lycopodium clavatum)

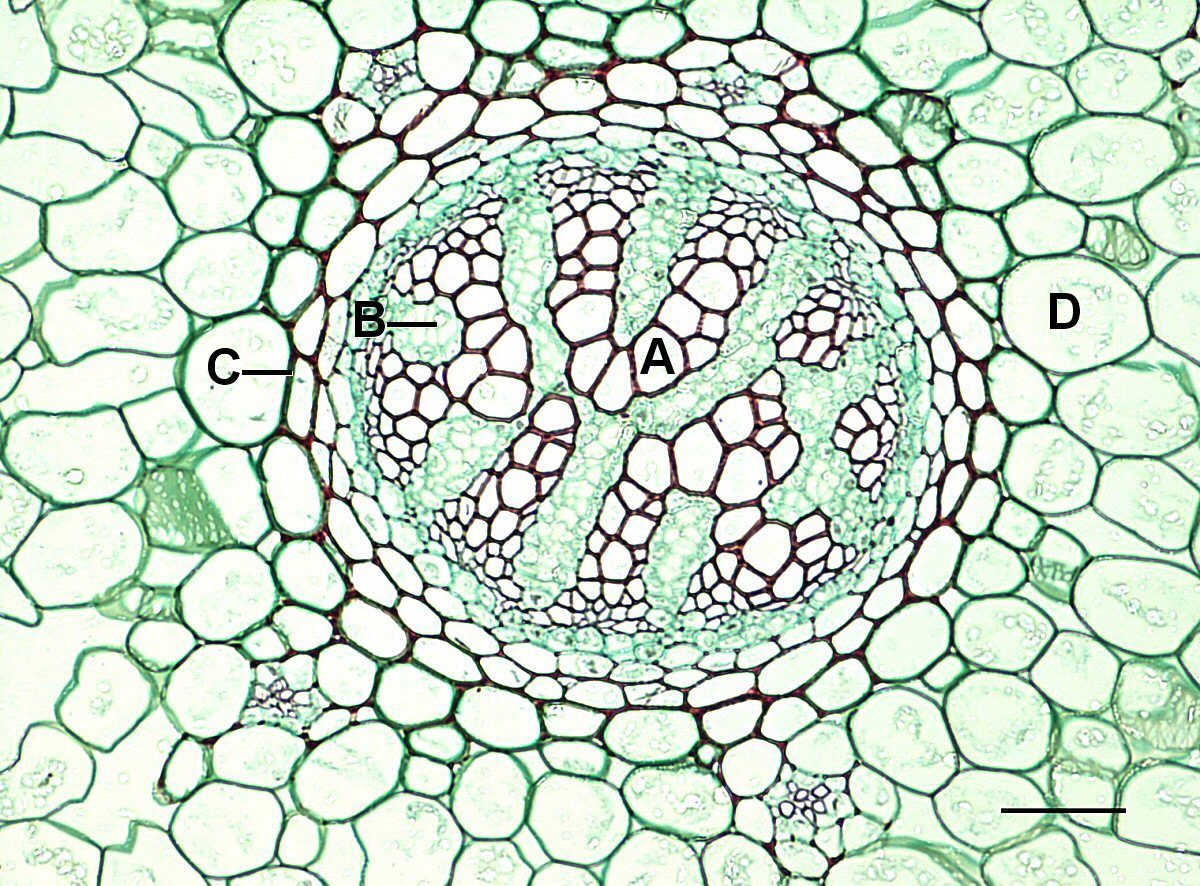
Mikroskopische Aufnahme des Querschnitt der Sprossachse: A Xylem, B Phloem, C Endodermis, D Cortex. Skala=0.1 mm

Charakteristisch für die Gattung Lycopodium s. str. ist wie für die Flachbärlappe (Diphasiastrum) die Differenzierung des Sprosses in eine ober- oder unterirdisch kriechende Hauptachse und aufsteigende oder aufrechte, kürzere Seitenäste. Die Grundachse kann dabei Längen von mehreren Metern erreichen.
Alle Sprosse sind dichotom verzweigt, allerdings können sowohl im Bereich der Grundachse als auch im Bereich der Seitensprosse sowohl anisotome (die beiden Zweige sind verschieden) wie isotome (die beiden Zweige sind gleich gestaltet) Verzweigungen auftreten, wodurch sehr verschiedene Wuchsformen zustande kommen können.
Im Gegensatz zu den Flachbärlappen (Diphasiastrum) sind die Laubblätter in der Gattung Lycopodium s. str. nadelförmig mit Längen von mehreren Millimetern. Sie sind spiralig allseitig um die Stängel der Seitensprosse angeordnet. Hierdurch werden diese im Querschnitt rundlich mit einem Durchmesser von 5 bis 12 Millimetern (einschließlich der Blätter).
Bei allen Lycopodium-Arten befinden sich die Sporophylle in deutlich abgesetzten ähren- oder keulenförmigen, endständigen Abschnitten. Sie sind meist deutlich kleiner, immer jedoch verschieden von den Laubblättern.

## Vorkommen
Die 40 bis 50 Arten der Gattung Lycopodium s. l. sind in den gemäßigten bis tropischen Gebieten und tropischen Gebirgsregionen fast weltweit verbreitet. In China kommen 14 Arten vor, zwei davon nur dort. In Mitteleuropa kommen nur wenige Arten vor, beispielsweise Keulen-Bärlapp oder Kolben-Bärlapp (Lycopodium clavatum) mit lang gestielten, meist einmal gabelförmig verzweigten Sporophyllständen.
Die meisten Lycopodium-Arten kommen in den gemäßigten und subarktischen Gebieten vor. Sie gedeihen oft in offenen Wäldern, insbesondere Nadelwäldern, an felsigen Abhängen, in Mooren oder in Heiden. Der Keulen-Bärlapp (Lycopodium clavatum) kommt sogar in Gebirgslagen des tropischen Afrika vor.

## Systematik und Verbreitung
Die Gattung Lycopodium wurde 1753 durch Carl von Linné in Species Plantarum, Tomus 2, Seite 1100 aufgestellt. Als Lectotypus-Art wurde Lycopodium clavatum L. festgelegt. Der Gattungsname Lycopodium setzt sich aus den griechischen Wörtern  λὐκος lykos für „Wolf“ und πὀδιον podion für „Füßchen“ zusammen, da die Laubsprossen des Keulen-Bärlapps den Beinen eines Wolfes ähneln. Synonyme für Lycopodium L. sind: Lycopodion Adans. orth. var.,  Clopodium Raf. nom. inval., Copodium Raf. nom. superfl., Lepidotis Mirbel nom. superfl., Oxynemum Raf.
Es gibt bei dieser Gattung unterschiedlich weite Auffassungen, die bei den verschiedenen Autoren weit auseinandergehen. Die taxonomischen Einordnung und Untergliederung der Bärlappgewächse (Lycopodiaceae) und damit auch der Gattung Lycopodium ist noch mit viel Unsicherheit befrachtet. Josef Holub hat 1975 die Flachbärlappe (Diphasiastrum) aus der Gattung Lycopodium ausgegliedert.

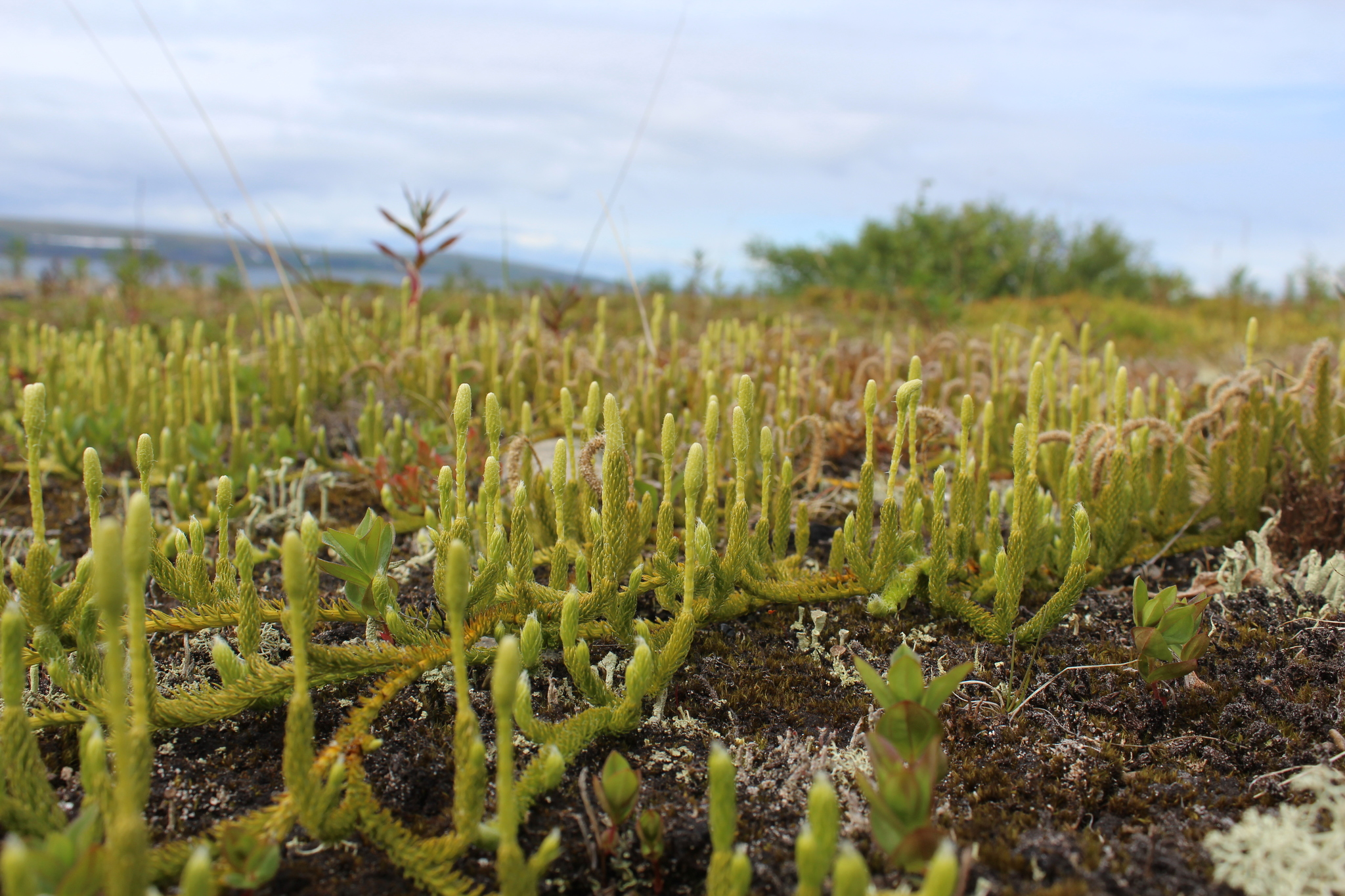
Habitus von Lycopodium lagopus im Habitat

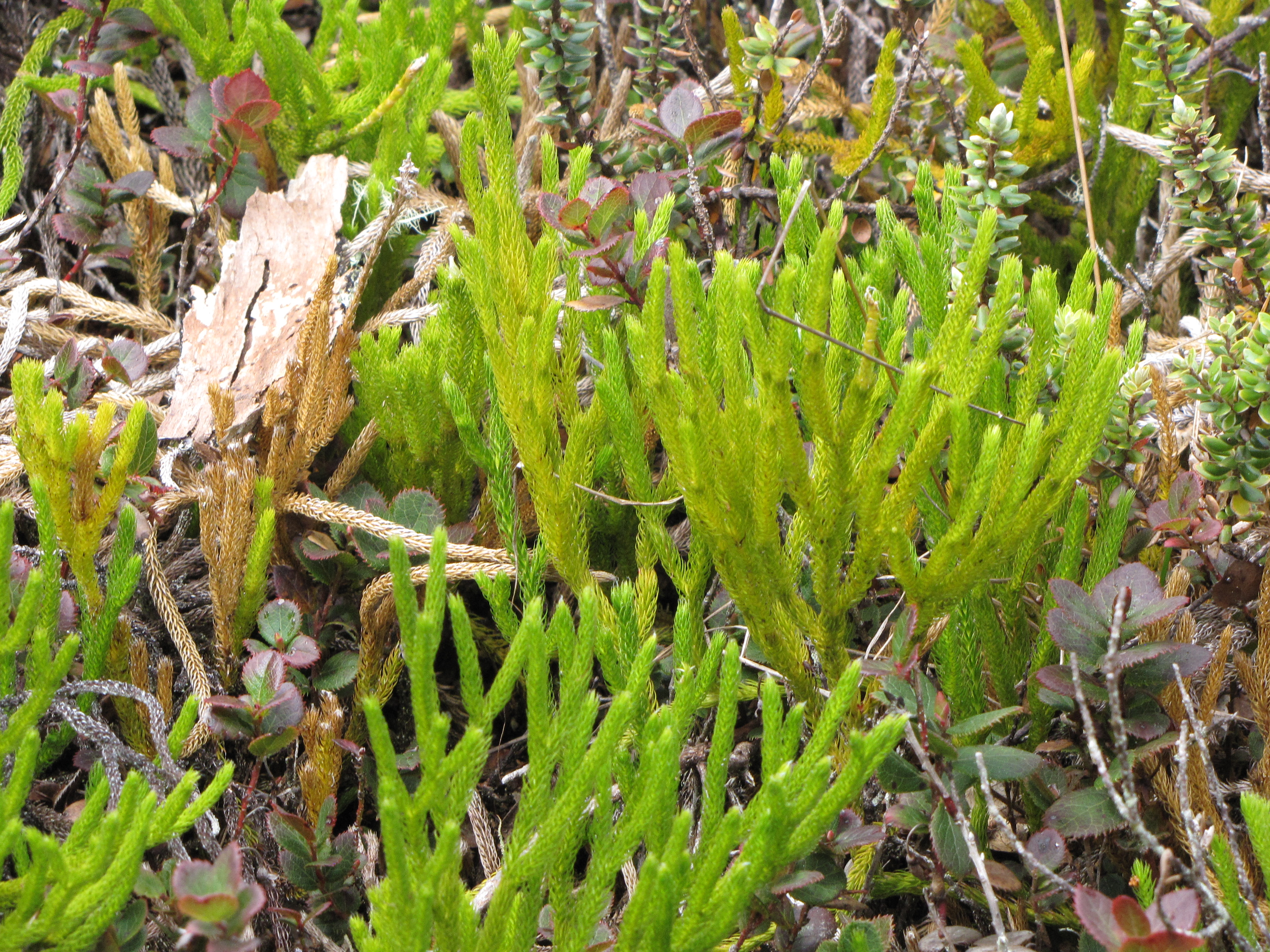
Lycopodium venustulum var. venustulum im Habitat

### Im Jahr 2024 akzeptierte Arten
Die Gattung Lycopodium s. str. enthält 2020 nur noch etwa neun Arten in subarktischen bis gemäßigten Gebieten:
- Keulen-Bärlapp oder Kolben-Bärlapp (Lycopodium clavatum L.): Es gibt nur zwei Unterarten und eine Varietät:[2]
  - Lycopodium clavatum L. subsp. clavatum:[2] Sie ist in Nord- bis Südamerika, auf Karibischen Inseln, China, Japan, Korea, Afrika, Europa und Pazifischen Inseln weitverbreitet.[4]
  - Lycopodium clavatum subsp. contiguum (Klotzsch) B.Øllg.: Sie kommt in Costa Rica, Panama, Kolumbien, Venezuela, Ecuador, Peru, Bolivien und Guayana vor.[2]
  - Lycopodium clavatum var. aristatum (Humb. & Bonpl. ex Willd.) Spring: Sie ist von Mexiko bis Panama, auf karibischen Inseln und in Südamerika verbreitet.[2]
- Lycopodium diaphanum (P.Beauv.) Sw.: Sie kommt nur in Tristan da Cunha und auf Gough Island vor.[2]
- Lycopodium japonicum Thunb.: Sie ist in Asien und Malesien weitverbreitet.[4][2]
- Lycopodium lagopus (Laestadius ex C.Hartman) G.Zinserling ex Kuzeneva-Prochorova: Sie ist disjunkt in Eurasien und Nordamerika verbreitet.[2]
- Lycopodium papuanum Nessel: Sie kommt in Neuguinea vor.[2]
- Lycopodium venustulum Gaudich.: Es gibt zwei Varietäten:[2]
  - Lycopodium venustulum Gaudich. var. venustulum: Sie kommt auf Samoa, Hawaii, Tahiti und Rapa Iti vor.[2]
  - Lycopodium venustulum var. verticale W.H.Wagner: Sie kommt auf Hawaii vor.[2]
- Lycopodium vestitum Desv. ex Poir. (Syn.: Lycopodium albidum Baker, Lycopodium scariosum Hook. non G.Forst.): Sie kommt in Ecuador sowie  Peru vor.[2]

### Botanische Geschichte
Schon im letzten Jahrhundert wurden viele Arten in die Gattung Teufelsklaue (Huperzia Bernh.) gestellt.
In diesem Jahrhundert gab es noch 40 bis 60 Arten in der Gattung Lycopodium s. l.: Der Umfang der Gattungen dieser Verwandtschaftsgruppe wurden kontrovers diskutiert. Beispielsweise in der Flora of China 2013 und Euro+Med 2013 werden unter anderem die Flachbärlappe (Diphasiastrum) als Sektion Complanata wieder in Lycopodium eingegliedert. Über die Eigenständigkeit der Gattung Lycopodiella mit etwa 40 Arten, beispielsweise dem Sumpf-Bärlapp (Lycopodiella inundata (L.) Holub) besteht weitgehend Einigkeit, die hier eingeordneten Arten wurden, wenn die Gattung Lycopodium s. l. in weiterem Sinne aufgefasst wird, als Sektion Lycopodium sect. Clavata zusammengefasst.
Die in diesem Jahrhundert ausgegliederten Arten wurden in folgende Gattungen gestellt:
- Austrolycopodium Holub:[3]
  - Lycopodium assurgens Fée → Austrolycopodium assurgens (Fée) Holub
  - Lycopodium confertum Willd. → Austrolycopodium confertum (Willd.) Holub
  - Lycopodium erectum Phillipi → Austrolycopodium erectum (Phil.) Holub
  - Lycopodium magellanicum (P.Beauv.) Sw. → Austrolycopodium magellanicum (P.Beauv.) Holub
  - Lycopodium paniculatum Desv. ex Poir. → Austrolycopodium paniculatum (Desv.) Holub
- Dendrolycopodium Haines:[3]
  - Lycopodium dendroideum Michx. → Dendrolycopodium dendroideum (Michx.) A.Haines
  - Lycopodium hickeyi W.H.Wagner, Beitel & R.C.Moran → Dendrolycopodium hickeyi (W.H.Wagner, Beitel & R.C.Moran) A.Haines
  - Lycopodium juniperoideum Sw. → Dendrolycopodium juniperoideum (Sw.) A.Haines
  - Lycopodium obscurum L. → Dendrolycopodium obscurum (L.) A.Haines

- Flachbärlappe (Diphasiastrum Holub):[3]
  - Alpen-Flachbärlapp (Lycopodium alpinum L.) → Diphasiastrum alpinum (L.) Holub
  - Lycopodium carolinum (Lawalrée) J.P.Roux → Diphasiastrum carolinum (Lawalrée) Holub
  - Gewöhnlicher Flachbärlapp (Lycopodium complanatum L., Lycopodium veitchii sensu Mandal & Sen) → Diphasiastrum complanatum (L.) Holub
  - Lycopodium madeirense J.H.Wilce → Diphasiastrum madeirense (J.H.Wilce) Holub
  - Lycopodium multispicatum J.H.Wilce → Diphasiastrum multispicatum (J.H.Wilce) Holub
  - Lycopodium sitchense Rupr. → Diphasiastrum sitchense (Rupr.) Holub
  - Lycopodium thyoides Humb. & Bonpl. ex Willd. → Diphasiastrum thyoides (Willd.) Holub
  - Lycopodium yueshanense C.M.Kuo → Diphasiastrum yueshanense (C.M.Kuo) Holub
  - Lycopodium zanclophyllum J.H.Wilce → Diphasiastrum zanclophyllum (J.H.Wilce) Holub

- Diphasium Presl ex Rothmaler:[3]
  - Lycopodium gayanum J.Rémy & Fée → Diphasium gayanum Holub
  - Lycopodium jussiaei Desv. ex Poir. → Diphasium jussiaei (Desv.) C.Presl ex Rothm.
  - Lycopodium lawessonianum B.Øllg. → Diphasium lawessonianum (B.Øllg.) B.Øllg.
  - Lycopodium scariosum G.Forst. → Diphasium scariosum (G.Forst.) Rothm.

- Lycopodiastrum Holub ex Dixit:[3]
  - Lycopodium casuarinoides Spring → Lycopodiastrum casuarinoides (Spring) Holub ex R.D.Dixit

- Palhinhaea Franco & Vasc.:[3]
  - Lycopodium hainanense (C.Y.Yang) Li Bing Zhang → Palhinhaea hainanensis C.Y.Yang

- Pseudodiphasium Holub:[3]
  - Lycopodium volubile G.Forst. (Syn: Lepidotis volubilis (G.Forst.) Rothm., Lycopodium durvillei A.Rich., Lycopodium spectabile Blume) → Pseudodiphasium volubile (G.Forst.) Holub

- Pseudolycopodium Holub:[3]
  - Lycopodium deuterodensum Herter → Pseudolycopodium densum (Rothm.) Holub

- Spinulum Haines:[3]
  - Sprossender Bärlapp oder Schlangen-Bärlapp (Lycopodium annotinum L., Syn.: Lycopodium bryophyllum C.Presl, Lycopodium juniperifolium Lam.) → Spinulum annotinum (L.) A.Haines

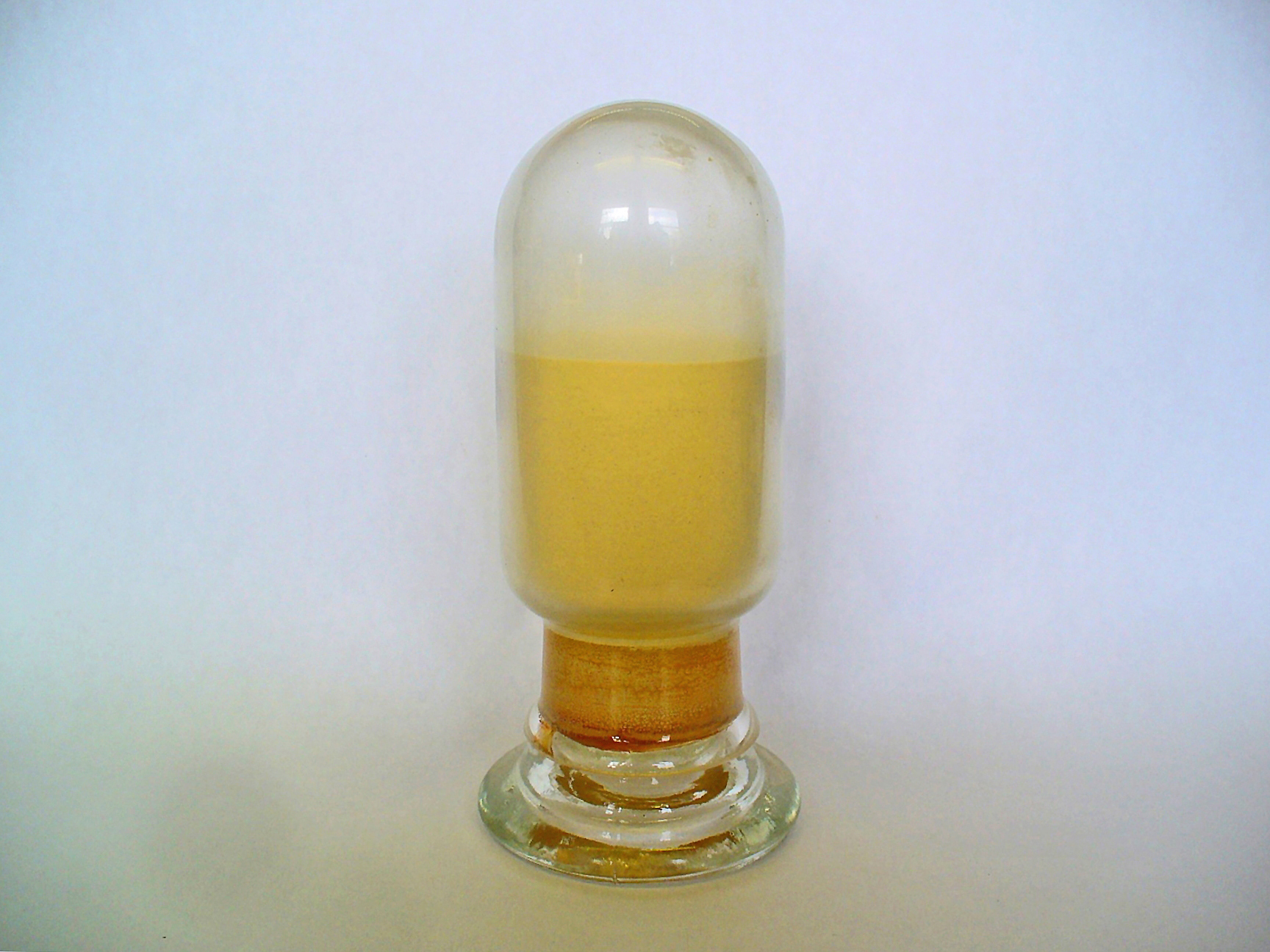
Sporen des Keulen-Bärlapp (Lycopodium clavatum)

## Verwendung
Bärlapp-Arten lieferten traditionelle Heilmittel bei Naturvölkern und fanden auch in Mitteleuropa traditionell Verwendung. Der bei der Verbrennung von Bärlapp entstehende aromatische Rauch soll laut Plinius (Buch 24) gut gegen Augenkrankheiten sein und gallische Druiden sollen Bärlapp als Notfallmedikament bei Unfällen empfohlen haben. Auch in moderner Zeit wurde daraus eine Salbe gegen Augenentzündungen zubereitet. Anwendungsgebiete waren und sind teilweise noch immer: als Wundmittel, besonders bei schlecht heilenden Wunden, bei Krämpfen aller Art, Gicht und Rheuma. Die Sporen des Keulen-Bärlapps finden in der Homöopathie Verwendung. 
Bei traditionell hergestellten Pillen wurden Bärlappsporen als Trennmittel verwendet, um ein Zusammenkleben zu verhindern. Auch bei der Beschichtung von Kondomen werden sie teilweise verwendet.
Bärlappe enthalten ätherische Öle und Alkaloide (vor allem Lycopodin). Auffällig ist auch eine starke Konzentration von Aluminium-Ionen im Zellsaft.
Im chemisch-physikalischen Ölfleckversuch zur Abschätzung eines Moleküldurchmessers verwendet man Bärlappsporen zur besseren Kennzeichnung des sich ausbreitenden Ölfleckrandes.
Bärlappsporen werden bereits seit dem jungsteinzeitlichen Schamanismus weltweit zum Erzeugen pyrotechnischer Effekte benutzt. Sie werden von Feuerspuckern gern anstelle von brennbaren Flüssigkeiten verwendet. Der Effekt beruht auf einer Verpuffung, ähnlich einer Mehlstaubexplosion, da die Sporen im zerstäubten und trockenen Zustand eine große Teilchenoberfläche aufweisen.

## Trivia
Die Band Rammstein verwendete für die Bühnenpyrotechnik ihrer Amerika-Tournee 2012 etwa 4 Tonnen Lycopodium aus chinesischer Ernte, wobei die chinesische Jahresernte nur ca. 11 Tonnen betrug.